# Akisa
Akisa (あきさ) est un prénom japonais féminin peu fréquent. Il peut s'écrire あきさ en hiragana ou en kanji.

## En kanji
Ce prénom s'écrit entre autres sous les formes suivantes :
- 现作 : ?
- 秋沙 : automne et sable